# Channel V Thaiföld
A Channel V Thaföld 24 órás zenei televízióadó, a STAR TV és a Fox International Channels Channel V csatornájának thaiföldi adásváltozata. Az adón 65%-ban nemzetközi, míg 35%-ban thai videóklipeket játszanak.

## Története
A Channel V Thaföldöt 1996 augusztusában alapították a STAR TV és Broadcasting Network Thailand (BNT) közös vállalataként. 2007 óta a csatorna a STAR TV (49%), a TrueVisions (26%) és a GMM Media (24%) tulajdonában van.
A Channel V Thaföld az ország legrégebb óta működő televíziós zenecsatornája, műsorainak jelentős része saját gyártású.
A Channel V Thaföld 2008 augusztusában átköltöztették a Szukhumvitról a Sziam Discovery bevásárlóközpont hatodik emeletére. Az új stúdió a [V] Spot nevet kapta.

## Műsorvezetői

### Korábbi műsorvezetői
- B  Bandit Szaokev
- Boss  Csatcsavalit Sziriszab
- Chai Csartajodom Hiranjaszthiti
- Earth Szan Ittiszuknant
- Emme  Amika Boohert
- Helen Pratumrat Berger
- Jenny Genevieve Jane Irwin
- Loukade Metinee Kingpajome
- Louk-Tarn Szupamat Phahulo
- Meaw Autcsarra Szinratcsar-tarnon
- Nadia Nadia Nimitvanit
- Sunny Szunissa Brown
- Ta-Ngaew Busszaba Mahatthapong
- Team Koszin Pijakittipaibun
- Terng  Pradorn Szirakovit
- Michael Sziracsucs Csienthavorn
- Nax Charlie Potcses
  - Alex Bin Alexandre
  - Bank Puttipong Kongszomszakszakul
  - Bas Panupat Szulanlajalak
  - Ake Eakacsai Varicsaraporn
  - Ja Nattaveeranucs Thongmi
  - Kwan Szirikvan Csinnacsot
  - Loukade Csirada Johara
  - Mike Michael Kenneth Wong
  - Paula Paula Taylor
  - Pitta Pitta na Patalung
  - Woonsen Viritipa Pakdipraszong

## Műsorai

### Jelenlegi
- [V] Boutique
- [V] Countdown (VJ Pitta)
- [V] REDioactive
- [V] Tunes
- Asian Chart (VJ Mike) (angol nyelven)
- Asian Hero (VJ Mike) (angol nyelven)
- Club [V]
- Double Shot
- Melosamosorn เมโลสโมสร
- Siam Top 20 (VJ Loukade)
- The Record Shop
- The Ticket (VJ Loukade)
- To Ma Dauy Kan โตมาด้วยกัน (VJ Ja)
- Zog Zag (VJ Loukade, Bank, Pitta)
- [V] Covery
- [V] Play & Learn

### Korábbi
- Big Breakfast (élő) (VJ Bee, VJ Boss)
- Remote Control (élő) (VJ Loukade, VJ Boss, VJ Pitta, VJ Ja, VJ Emme)
- [V] Play Zone (élő)
- [V] Life Begin (élő)
- [V] 100 Rock (VJ Pitta)
- [V] All in Spy (VJ Loukade)
- [V] Countdown [inter] Program from Channel [V] International
- [V] Federventure (VJ Eke, VJ Ja)
- [V] Radioactive (VJ Boss)
- [V] Vital (VJ Chai)
- [V].i.d (VJ Loukade)
- 4 Play
- Eaststree (VJ Pitta)
- Flava
- Hei-Beat (VJ Terng)
- House Of Noise (VJ Boss)
- Let [V] Entertain U
- Main Stage
- Night Life
- Popparazzi (VJ Paula)
- Rated Weekend
- Rewind
- Smash Hit
- Soundtrack
- Trendy Taste
- The Interview
- The Rock Show
- Turn On [V]
- VideoScope (VJ Chai)
- [V] 365 Music
- [V] Vote
- Khon Du Pen Yai คนดูเป็นใหญ่
- I Am Siam
- [V] Japan Bravo
- [V] Tour Free
- [V] Style
- [V] Special
- Channel [V] Thailand Music Video Awards (élő, különadás)
- Topmodell leszek! (11. évad)
- [V] Get Physical
- Daisy Does America
- Love Parade (élő)

### Műsorbeosztás

#### Hajnal
| Idő       | 00:00       | 01:00                     | 02:00     | 03:00     | 04:00     | 05:00                |
| --------- | ----------- | ------------------------- | --------- | --------- | --------- | -------------------- |
| Hétfő     | Double Shot | Melosamosorn (VJ Woonsen) | [V] Tunes | [V] Tunes | [V] Tunes | Asian Hero (VJ Mike) |
| Kedd      | Double Shot | Melosamosorn (VJ Woonsen) | [V] Tunes | [V] Tunes | [V] Tunes | Asian Hero (VJ Mike) |
| Szerda    | Double Shot | Melosamosorn (VJ Woonsen) | [V] Tunes | [V] Tunes | [V] Tunes | Asian Hero (VJ Mike) |
| Csütörtök | Double Shot | Melosamosorn (VJ Woonsen) | [V] Tunes | [V] Tunes | [V] Tunes | Asian Hero (VJ Mike) |
| Péntek    | Double Shot | Melosamosorn (VJ Woonsen) | [V] Tunes | [V] Tunes | [V] Tunes | Asian Hero (VJ Mike) |
| Szombat   | Double Shot | Melosamosorn (VJ Woonsen) | [V] Tunes | [V] Tunes | [V] Tunes | Asian Hero (VJ Mike) |
| Vasárnap  | Double Shot | Melosamosorn (VJ Woonsen) | [V] Tunes | [V] Tunes | [V] Tunes | Asian Hero (VJ Mike) |

#### Reggel
| Time      | 06:00     | 07:00     | 08:00     | 09:00                  | 10:00                           | 10:55      | 11:00                   |
| --------- | --------- | --------- | --------- | ---------------------- | ------------------------------- | ---------- | ----------------------- |
| Hétfő     | [V] Tunes | [V] Tunes | [V] Tunes | To Ma Dauy Kan (VJ Ja) | Zog Zag (VJ Loukade, Ake, Bank) | [V] Covery | [V] Boutique (VJ Paula) |
| Kedd      | [V] Tunes | [V] Tunes | [V] Tunes | To Ma Dauy Kan (VJ Ja) | Zog Zag (VJ Loukade, Ake, Bank) | [V] Covery | [V] Boutique (VJ Paula) |
| Szerda    | [V] Tunes | [V] Tunes | [V] Tunes | To Ma Dauy Kan (VJ Ja) | Zog Zag (VJ Loukade, Ake, Bank) | [V] Covery | [V] Boutique (VJ Paula) |
| Csütörtök | [V] Tunes | [V] Tunes | [V] Tunes | To Ma Dauy Kan (VJ Ja) | Zog Zag (VJ Loukade, Ake, Bank) | [V] Covery | [V] Boutique (VJ Paula) |
| Péntek    | [V] Tunes | [V] Tunes | [V] Tunes | To Ma Dauy Kan (VJ Ja) | Zog Zag (VJ Loukade, Ake, Bank) | [V] Covery | [V] Boutique (VJ Paula) |
| Szombat   | [V] Tunes | [V] Tunes | [V] Tunes | To Ma Dauy Kan (VJ Ja) | [V] Tunes                       | [V] Covery | [V] Tunes               |
| Vasárnap  | [V] Tunes | [V] Tunes | [V] Tunes | To Ma Dauy Kan (VJ Ja) | [V] Tunes                       | [V] Covery | [V] Tunes               |

#### Délután
| Time      | 12:00                | 13:00                     | 14:00                    | 15:00     | 16:00                           | 17:00                    | 17:55      |
| --------- | -------------------- | ------------------------- | ------------------------ | --------- | ------------------------------- | ------------------------ | ---------- |
| Hétfő     | Asian Hero (VJ Mike) | Melosamosorn (VJ Woonsen) | Asian Chart (VJ Mike)    | [V] Tunes | Zog Zag (VJ Loukade, Ake, Bank) | Khon Du Pen Yai (élőben) | [V] Covery |
| Kedd      | Asian Hero (VJ Mike) | Melosamosorn (VJ Woonsen) | Mainstage                | [V] Tunes | Zog Zag (VJ Loukade, Ake, Bank) | Khon Du Pen Yai (élőben) | [V] Covery |
| Szerda    | Asian Hero (VJ Mike) | Melosamosorn (VJ Woonsen) | Siam Top 20 (VJ Bas)     | [V] Tunes | Zog Zag (VJ Loukade, Ake, Bank) | Khon Du Pen Yai (élőben) | [V] Covery |
| Csütörtök | Asian Hero (VJ Mike) | Melosamosorn (VJ Woonsen) | The Ticket (VJ Loukade)  | [V] Tunes | Zog Zag (VJ Loukade, Ake, Bank) | Khon Du Pen Yai (élőben) | [V] Covery |
| Péntek    | Asian Hero (VJ Mike) | Melosamosorn (VJ Woonsen) | [V] Countdown (VJ Pitta) | [V] Tunes | Zog Zag (VJ Loukade, Ake, Bank) | Khon Du Pen Yai (élőben) | [V] Covery |
| Szombat   | Asian Hero (VJ Mike) | [V] Tunes                 | Siam Top 20 (VJ Bas)     | [V] Tunes | Zog Zag (VJ Loukade, Ake, Bank) | Khon Du Pen Yai (élőben) | [V] Covery |
| Vasárnap  | Asian Hero (VJ Mike) | [V] Tunes                 | [V] Countdown (VJ Pitta) | [V] Tunes | Zog Zag (VJ Loukade, Ake, Bank) | Khon Du Pen Yai          | [V] Covery |

#### Este
| Time      | 18:00                | 19:00              | 20:00                    | 21:00                   | 22:00                            | 22:30                            | 23:00                    |
| --------- | -------------------- | ------------------ | ------------------------ | ----------------------- | -------------------------------- | -------------------------------- | ------------------------ |
| Hétfő     | Asian Hero (VJ Mike) | I Am Siam (élőben) | [V] Japan Bravo (élőben) | [V] Life Begin (élőben) | [V] Tunes                        | [V] Tunes                        | To Ma Dauy Kan (VJ Ja)   |
| Kedd      | Asian Hero (VJ Mike) | I Am Siam (élőben) | [V] Japan Bravo (élőben) | [V] Life Begin (élőben) | Let [V] Entertain U (VJ Loukked) | Let [V] Entertain U (VJ Loukked) | To Ma Dauy Kan (VJ Ja)   |
| Szerda    | Asian Hero (VJ Mike) | I Am Siam (élőben) | [V] Japan Bravo (élőben) | [V] Life Begin (élőben) | [V] Style                        | [V] Tunes                        | To Ma Dauy Kan (VJ Ja)   |
| Csütörtök | Asian Hero (VJ Mike) | I Am Siam (élőben) | [V] Japan Bravo (élőben) | [V] Life Begin (élőben) | Let [V] Entertain U (VJ Loukked) | Let [V] Entertain U (VJ Loukked) | To Ma Dauy Kan (VJ Ja)   |
| Péntek    | Asian Hero (VJ Mike) | I Am Siam (élőben) | [V] Japan Bravo (élőben) | [V] Life Begin (élőben) | [V] Tunes                        | [V] Tunes                        | To Ma Dauy Kan (VJ Ja)   |
| Szombat   | I Am Siam (élőben)   | I Am Siam (élőben) | [V] Play & Learn         | To Ma Dauy Kan (VJ Ja)  | The Record Shop                  | The Record Shop                  | [V] Countdown (VJ Pitta) |
| Vasárnap  | I Am Siam (Rerun)    | I Am Siam (Rerun)  | [V] Play & Learn         | To Ma Dauy Kan (VJ Ja)  | The Record Shop                  | The Record Shop                  | Siam Top 20 (VJ Loukked) |

     Amerikai és európai zene

     Thai zene

     Ázsia zene

     Különböző zene (nemzetközi és thai zene)

     Élő műsor

     Szórakoztató műsor

## Channel [V] Thailand Music Video Awards
| Kiadás | Koncepció      | Év    | Dátum         | Helyszín                           |
| ------ | -------------- | ----- | ------------- | ---------------------------------- |
| 1.     | —              | 2002. | május 23.     | Bangkok Theater                    |
| 2.     | —              | 2003. | április 5.    | Main Hall Thammasat University     |
| 3.     | —              | 2004. | március 25.   | Main Hall Thailand Cultural Centre |
| 4.     | The Video City | 2005. | május 28.     | Thunder Dome, Mueang Thong Thani   |
| 5.     | Hall of Fame   | 2006. | június 16.    | BEC-Tero Hall                      |
| 6.     | Thaipradit     | 2009. | augusztus 22. | Royal Paragon Hall, Siam Paragon   |
| 7.     | Thaipradit     | 2011. | szeptember 3. | Crystal Design Center              |